# Барасана-эдурия
Барасана-эдурия (Banera yae, Barasana, Barasana-Eduria, Barasano, Come masa, Comematsa, Edulia, Eduria, Hanera oka, Janera, Paneroa, Southern Barasano, Taibano, Taiwaeno, Taiwano) — язык восточной ветви туканской языковой семьи.
Письменность на основе латинского алфавита: A a, Ã ã, B b, C c, D d, E e, Ẽ ẽ, G g, I i, Ĩ ĩ, J j, M m, N n, Ñ ñ, O o, Õ õ, P p, Q q, R r, S s, T t, U u, Ũ ũ, Ʉ ʉ, Ʉ̃ ʉ̃, W w, Y y.

## Лингвогеография
Язык барасана-эдурия — один из языков коренного населения Америки, принадлежащий к туканской языковой семье. Встречается на юго-востоке Колумбии в департаменте Ваупес вдоль рек Апапорис и Пира-Парана. Согласно переписи населения 1993 года языком владело около 1900 человек.
Язык барасана-эдурия включает в себя два диалекта: барасана и эдурия (тайвано), которые совпадают между собой на 98 % и имеют лишь незначительные различия в фонологии. Тем не менее, сами носители считают две разновидности барасана-эдурия различными языками. Поэтому брачные отношение между носителями барасана и эдурия не противоречат традиционной для региона экзогамии.

## Фонология
Язык барасана имеет характерную для языков тукано шестиэлементную систему гласных, каждая фонема представлена в простом и назальном варианте:
|                | Задний ряд | Средний ряд | Передний ряд |
| Верхний подъём | i          | ɨ           | u            |
| Средний подъём | e          |             | o            |
| Нижний подъём  |            | a           |              |

Следующие согласные фонемы представлены в барасана:
|              | Губ.-губ. | Альвеоляр. | Веляр. |
| глух. взрыв. | p         | t          | k      |
| звон. взрыв. | b         | d          | ɡ      |
| фрикатив.    |           | s          |        |
| R-образные   |           | r          |        |
| аппрокс.     | w         | j          | h      |

Звонкие согласные /b, d, ɡ, r/ имеют могут подвергаться назализации: /m, n, ŋ, r̃/. Также существуют носовые варианты согласных фонем /w, j, h/.
Также для языка характерно музыкальное ударение.

## Морфология
Язык барасана — агглютинативный, словообразовательную роль в котором играют исключительно суффиксы.

### Существительные
Существительные в барасана могут обозначать субъект, объект, бенефактив, место, время, способ действия и инструмент. В основу классификации существительных положено разделение по признаку одушевлённости/неодушевлённости. Неодушевлённые существительные изменяются по числу, а также делятся на классы в зависимости от своей формы либо предназначения. В именной группе классом, к которому принадлежит вершина, согласуются модификаторы. Всего в барасана 137 классов, которые могут быть разбиты на несколько семантических категорий, среди которых:
- классификаторы формы предмета
- группы, объединения, ряды
- объединения линий и точек[c 2]
- ботанические классификаторы
- части целого
- географические классификаторы
- способы производства
- абстрактные классификаторы[c 3]
- ассоциативные классификаторы[c 4]
- общие[c 5]
- прочие[c 6]

Одушевлённые существительные разделены на несколько классов в зависимости от их рода и числа:
- Неопределённые существительные, которые требуют суффикса для указания рода и числа. Пример: корень hak- («родитель»), который с окончанием -ʉ мужского рода образует слово hakʉ («отец»), с окончанием -o женского рода — слово haka («мать»), с окончанием -ʉa множественного числа — hakʉa («родители»)
- Существительные, которые используются только во множественном числе. Включает два слова: bẽsa («группа существ») и rĩa («дети»).
- Существительные, относящиеся к безродным одушевлённым существительным. Основная составляющая данного класс — слова, обозначающие животных.
- Существительные, которые используются только в мужском роде. Включает в основном слова, обозначающие родственников-мужчин, а также роли в ритуалах, которые могут быть исполнены только мужчинами.
- Существительные, которые используются только в женском роде. Включает в основном слова, обозначающие родственников-женщин, например, bẽkaho («тётя»).
- Отдельный класс составляет слово sũka («ребёнок»), которое не имеет рода, но в зависимости от пола ребёнка требует различные формы глаголов.
- Последний класс включает в себя личные местоимения первого и второго лица (участников коммуникации), а также конструкции, включающие в себя указанные местоимения и термины родства.

### Местоимения
В барасана представлена следующая схема личных местоимений:
- единственное число: первое лицо, второе лицо, третье лицо мужского рода, третье лицо женского рода, в некоторых языках — третье лицо среднего рода;
- множественное число: инклюзивное первое лицо, эксклюзивное первое лицо, второе лицо, третье лицо.[s 9][s 10]

|                       | ед.    | множ. |
| 1-е лицо эксклюзивное | yʉ     | yʉa   |
| 1-е лицо инклюзивное  | yʉ     | bãdi  |
| 2-е лицо              | bʉ̃     | bʉa   |
| 3-е лицо, мужской род | ĩ      | ĩdã   |
| 3-е лицо, женский род | so, sõ | ĩdã   |
| 3-е лицо, средний род | ti     | ĩdã   |

Для образования возвратных местоимений следует присоединить bãsu к личному местоимению.
Вопросительные и указательные местоимения в барасана-эдурия можно разделить в зависимости от одушевлённости, числа и рода/класса. Для указательных местоимений также характерно разделение в зависимости от удалённости: (близкий — далёкий для одушевлённых существительных и близкий — средний — далёкий для неодушевлённых).

## Синтаксис
Для языка барасана характерен порядок слов OVS. Косвенное дополнение обычно располагается после прямого дополнения, ближе к глаголу. Если необходимо подчеркнуть смысловое ударение на субъекте, он может быть перемещён в начало предложения.
В барасана для передачи различных локальных и абстрактных отношений используются исключительно постпозиционные конструкции:
| wíi      | gʉdareko |
| дом      | середина |
| середина | дома     |

Описательные модификаторы в именной группе предшествуют вершине.
Для образования притяжательной формы используются префикс ya- (при использовании с неодушевлёнными существительными во множественном числе превращается в ye).

## Комментарии
1. ↑  Встречается редко, только в заимствованных словах
2. ↑  В класс, соответствующий данным классификаторам, включены существительные, используемые при описании рисунков по телу и украшений фасадов домов
3. ↑  Класс, соответствующий данным классификаторам, содержит существительные, используемые при описании времени и пространства
4. ↑  Соответствующие данному классификатору слова достаточно разнородны: деревья, части тела, горы, гамаки, сети и т. д. Существует предположение, что причина объединения их в один класс кроется в верованиях народа барасана
5. ↑  Три классификатора, включённые в эту категорию, используются, в частности, в конструкциях с заимствованными словами
6. ↑  Включает, как минимум один классификатор, не попадающий в остальные категории: -bobohʉ / -bobori — светлое пятно на коже, оставшееся после укуса либо зуда